# Pietro Mazza
Pietro Mazza (Voghera, 28 marzo 1820 – Varzi, 9 novembre 1891) è stato un avvocato, giornalista e politico italiano.

## Biografia
Nato a Voghera da Andrea e Teresa Mazza, si laureò in giurisprudenza all'Università di Torino nel 1842.
Di idee patriottiche e democratiche, durante la pratica di avvocato cominciò a collaborare con alcuni giornali. Nel 1845 si recò a Parigi ove scrisse su alcune testate liberali in favore della causa dell'indipendenza italiana. Tornato in patria nel 1847, iniziò a collaborare alla Concordia, giornale di sinistra avverso al più moderato Risorgimento del Cavour. Successivamente, al tempo del "Connubio" tra Cavour e Rattazzi, seguendo la parte della sinistra moderata rattazziana, fece parte della redazione del giornale "Il Progresso" diretto dal suo conterraneo Agostino Depretis.
Eletto per la prima volta alla Camera per il collegio di Varzi nel 1853, fu successivamente rieletto anche dopo che nel 1860 tale collegio fu unito a quello di Bobbio.
Nel 1864 divenne segretario particolare del ministro Lanza e dovette lasciare il seggio parlamentare. Morto poi Pietro Fossa che l'aveva sostituito come deputato di Bobbio, fu rieletto nel 1878 e nelle successive elezioni, fino alla morte nel 1891. Appartenne al centro-sinistra, seguendo fedelmente il Depretis anche dopo il suo accordo con la destra moderata (il cosiddetto trasformismo). Seguì sempre assiduamente i lavori parlamentari ed ebbe numerosi incarichi. Fu consigliere di Stato.